# 김포한강차량사업소
김포한강차량사업소(金浦漢江車輛事業所)는 대한민국 김포시 양촌읍 양촌역길 139에 있는 김포골드라인SRS 관할 김포 도시철도 차량기지이다. 이 차량기지는 2019년 9월 28일부터 김포골드라인운영 1000호대 전동차의 경·중정비를 담당한다. 현재 사업소 내의 입•출고선 상에 양촌역이 있으며, 도시철도 최초로 차량기지 내에 전차대가 설치되어 있다. 심야에 26편성이 주박한다.